# Heart Attack
"Heart Attack" é uma canção gravada pela cantora norte-americana Demi Lovato. Composta por Lovato, Mitch Allan, Jason Evigan, Sean Douglas, Nikki Williams e Aaron Philips, foi produzida pela equipe The Suspex - formada por Allan e Evigan. A faixa foi anunciada como o primeiro single do quarto álbum de estúdio da artista, Demi, e foi lançada em 25 de fevereiro de 2013. Estreou na décima segunda posição da Billboard Hot 100, com 215 mil downloads em sua primeira semana. Em julho de 2013, "Heart Attack" havia ultrapassado dois milhões de cópias vendidas nos Estados Unidos, de acordo com a Nielsen SoundScan.

## Antecedentes

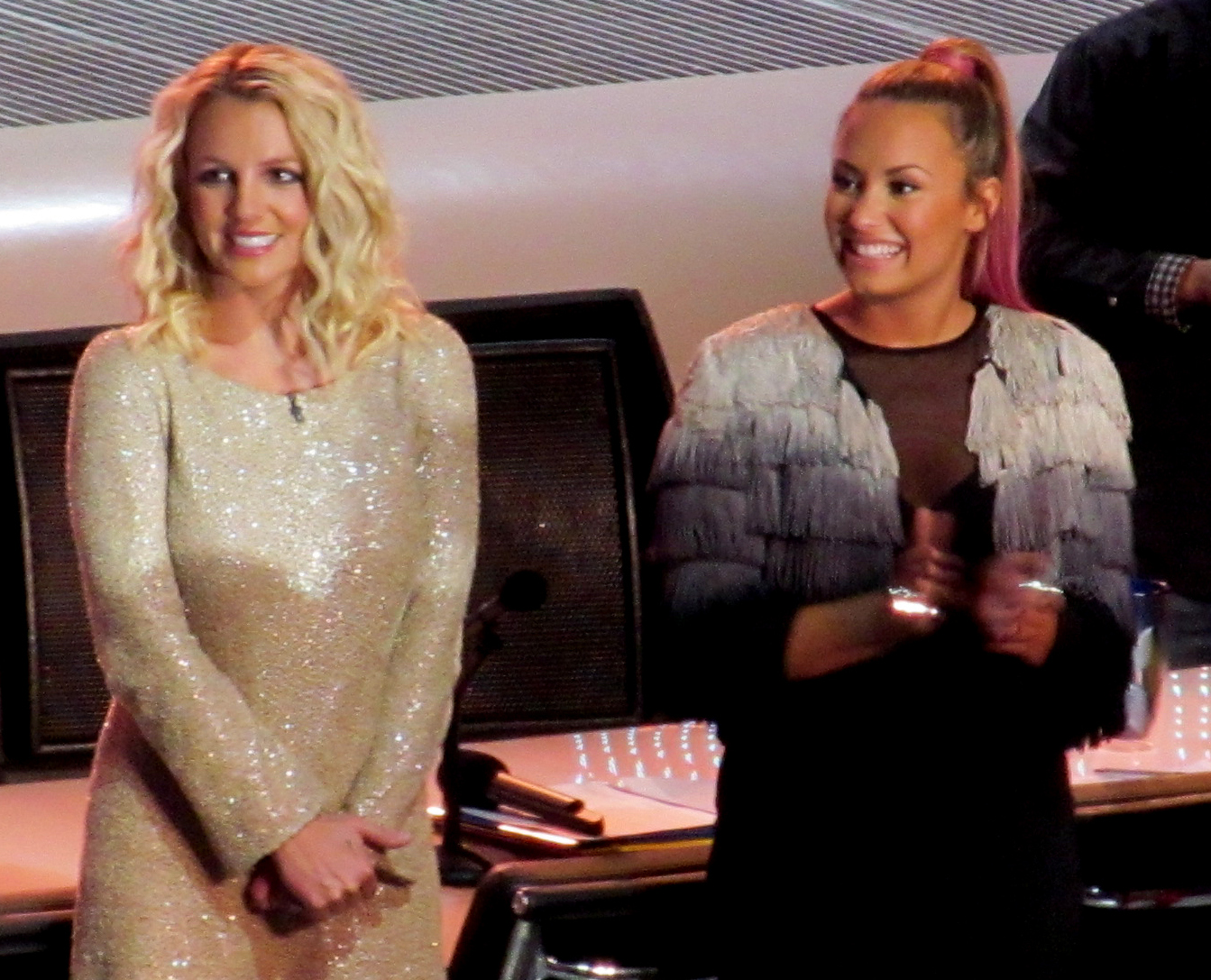
Lovato e a companheira de bancada Britney Spears durante as gravações do The X Factor em Oakland, Califórnia.

Depois do lançamento de Unbroken, Lovato ingressou como jurada no programa norte-americano The X Factor, transmitido pela FOX, e começou a trabalhar no sucessor no segundo semestre de 2012. Durante entrevistas ao Popsugar e à Nylon Magazine, ambos dedicados ao público adolescente, ela revelou que que tinha apenas algumas faixas gravadas, mas que o álbum "ainda seria pop", porém "menos dance-pop" que o anterior, pois acredita que esse subgênero "não expressa quem é musicalmente" e deseja usar mais "instrumentos reais". Em outra ocasião, para a Teen Vogue, comentou que queria criar algo que as pessoas "pudessem ouvir por um tempo, não apenas uma tendência", citando o dubstep, e que sua intenção é "criar uma música cativante, mas que também tenha emoção". Emanuel Kiriakou, que produziu "Fix a Heart", confirmou que estava trabalhando com a cantora no projeto.
Em janeiro de 2013, começou a circular pela rede um rumor de que o próximo single da artista se chamaria "Pieces of a Heart" e estrearia em 13 de fevereiro de 2013. Porém, em 12 de fevereiro confirmou-se que ele se chamaria "Heart Attack"; no mesmo dia foi liberada uma prévia da faixa e a capa. Depois de um vazamento ilegal, sua estreia foi antecipada para 25 de fevereiro. Em março, foi revelado que a canção foi inicialmente definida para Nikki Williams, e que a composição surgiu a partir de uma paixonite de Williams. De acordo com ela, foi escrita aproximadamente dois anos antes de seu lançamento. "Na época eu estava passando por algumas dificuldades amorosas, eu estava tão depressiva, então quando eu entrei no estúdio eu fiquei tipo, 'Sabe de uma coisa? Vou derramar tudo aqui, e tirar do meu peito'". Jason Evigan, que faz parte do time de produtores The Suspex, contou:
| “ | Eu escolhi o título 'Heart Attack' porque quando [Nikki] realmente gosta de alguém, ela tem um ataque do coração. Mas quando levamos à gravadora, eles não quiseram. E nós pensamos, 'uau, isso é surpeendente'. Nós achamos que seria um grande sucesso. | ” |

A faixa também passou pelas mãos de Pia Toscana, ex-participante do American Idol, que também a rejeitou. Por fim, Demi a escolheu. Evigan explicou: "Muita gente queria a música. Então Demi quis fazer outra chamada 'Two Pieces' e quando nós a mostramos 'Heart Attack' ela ficou louca. Então ela veio gravar e fez algumas mudanças na letra que ficaram muito boas. Ela também incluiu aquela nota super alta no fim e outras coisas bem legais e trouxe aquela canção à vida. Agora ela está decolando".

## Lançamento
A primeira prévia da faixa foi lançada no dia 12 de fevereiro de 2013, simultaneamente à capa do single. No vídeo, ela narra: "Eu acho que eu me abri mais sobre este álbum. Minha vida começou a evoluir e eu comecei a crescer. Estas são canções sobre a vida e como ela poderia ser gratificante". Na arte, a cantora é vista com as mãos em uma espécie de parede e maquiagem preta. Teonny Spears da Sinuous Magazine disse amar a imagem: "Eu absolutamente amo essa capa. Demi está fantástica, e palavras não podem descrever o quanto animado eu estou com este novo álbum". Já Dory Larrabee do Hollywood Life considerou que a arte mostra "um novo lado da cantora" e ainda deu um tutorial de como maquiar-se de maneira semelhante.
Inicialmente, "Heart Attack" seria lançada em 4 de março de 2013 no On Air with Ryan Seacrest; no entanto, devido à uma divulgação ilegal na rede, foi liberada em 24 de fevereiro de 2013 e um dia depois disponibilizada para download digital em lojas virtuais como iTunes Store e Amazon através da Hollywood Records. Depois de ser publicada no portal de Ryan Seacrest, acabou por sobrecarregá-lo.
Depois de lançada, a faixa conquistou o topo na lista das mais baixadas do iTunes em 13 países: Estados Unidos, Argentina, Chile, Brasil, Costa Rica, República Dominicana, Equador, Paraguai, Peru, Singapura, Venezuela, Guatemala e Malásia. Demi enviou mensagens aos fãs estadunidenses e brasileiros através de seu Twitter: "14 horas após lançar meu novo single, vocês conseguiram n.º 1 no iTunes em nove países diferentes, incluindo os Estados Unidos"; "Inacreditável. 'Heart Attack' número 1 no Brasil. Em pouco mais de nove horas, após o lançamento de 'Heart Attack', é o n.º 1 no iTunes do Brasil. Obrigada". No mesmo dia, Lovato foi ao supracitado programa de Seacrest e a liberou para as rádios; também concedeu uma entrevista. Foi enviada para o circuito mainstream em 5 de março de 2012.

## Estilo musical e letra
"Heart Attack" é uma faixa pop de tempo acelerado que incorpora elementos de electropop e ligeira influência de dubstep, produzida por The Suspex. Sua composição é construída com acordes de piano e vocais fortes. Jason Lipshutz da Billboard notou que "[a canção] zumbe em ação com a mesma intensidade que 'Give Your Heart a Break', sucesso da artista de 20 anos". A equipe da mesma publicação disse que "mostra o poder vocal [da artista]". Sam Lansky do Idolator a descreveu como uma "obra de electropop monstruosa com alguns choros que lembram Kelly Clarkson, uma pequena instrumentação baseada em guitarra e baixo no refrão e uma cativante repetição de guitarra". A revisora Maggie Malach do AOL Music considerou que "o último disco teve bastante influência R&B, mas esta nova faixa tem uma pegada mais dançante".
A letra foi escrita pela própria Lovato em parceria com Mitch Allan, Jason Evigan, Sean Douglas, Nikki Williams e Aaron Philips. De acordo com a partitura publicada pela BMG Rights Management, a música é definida no tempo de assinatura moderado com um metrônomo de 92 batidas por minuto. Está composta na chave de fá menor com o alcance vocal que vai desde a nota baixa de fá em três oitavas até a nota alta de fá em cinco oitavas. "Heart Attack" foi descrita pela cantora como "uma celebração da vida e do amor", assim como outras do disco resultante. Demi comentou que "é sobre se apaixonar e assumir esse risco. Mas ela está apavorada, e com 'ela' eu quero dizer 'eu'. Mas acho que todos chegam a esse ponto em que se sentem muito vulneráveis ao amar alguém, e é disso que estou falando". A compositora Williams também falou sobre o conteúdo lírico:
| “ | Sou eu tendo medo de me apaixonar novamente depois de ser rejeitada, depois de me sentir tão frágil e vulnerável toda hora — pensando: eu não sei se vou conseguir fazer isso de novo. | ” |

## Recepção

### Análise pela crítica
| Críticas profissionais | Críticas profissionais |
| Avaliações da crítica  | Avaliações da crítica  |
| Fonte                  | Avaliação              |
| ---------------------- | ---------------------- |
| About.com              | [ 35 ]                 |
| Billboard              | (83/100)               |
| Digital Spy            | [ 36 ]                 |
| MuuMuse                | [ 37 ]                 |
| PopCrush               | [ 38 ]                 |

Em sua análise, Jason Lipshutz da Billboard disse que "o arranjo perde um pouco o brio irresistível de seu antecessor — e o desempenho de Lovato é ainda mais impressionante nesta nova faixa. Apoiada pela crepitante percussão por Suspex e uma guitarra lambida cutucando, [a artista] permite que sua personalidade totalmente florescida carregue a música, acentuando as sílabas no pré-refrão e cantando a ponte sem abandono". Ele também comentou que a presença vocal de Demi o lembrava da de Kelly Clarkson em seu álbum Breakaway. Em outra ocasião, ao avaliar o disco resultante, Lipshutz ainda manteve seus elogios: "Meses após seu lançamento, as qualidades [da faixa] se tornaram ainda mais luminescentes, e a performance ainda é de se maravilhar". Bill Lamb do About.com escreveu que "sendo 'Heart Atatck' ou não autobiográfica, [Demi] é mestre em transmitir as emoções nervosas das letras da canção e em seguida subir em um emocionante refrão. (...) [A música] transmite as emoções ligadas em encontrar alguém que rompe as defesas estoicas e expõe o ser humano que esconde". Natasha Shankar do portal SheKnows considerou que "não tem o charme consistente de 'Give Your Heart a Break', mas é uma sequência decente. Bem, cara Demi, você oficialmente foi promovida à grande liga".
Joseph R. Atilano para o Inquirer também seguiu na linha de comparar a faixa ao single antecessor: "'Heart Attack' segue onde o anterior sucesso de Demi, 'Give Your Heart a Break', parou. Continua o tema de conviver com aflição e esgotamento de um relacionamento. Neste tema é que acho que Demi Lovato está mais confortável porque ela transmite suas emoções com facilidade e sem reter-se". Sam Lansky do Idolator analisou: "É movimentada, efervesce a decadência do dubstep e é nervosa o suficiente [para fazer com que Demi] se sinta adulta". Bradley Stern do MuuMuse comparou-a à "Leave (Get Out)" por JoJo e "Let Me Down" por Kelly Clarkson. Ele foi positivo quanto ao refrão e à ponte, e disse: "A faixa faz Demi virar a linha entre pós-princesa da Disney e a estrela pop adulta de pleno direito. Estamos quase lá, longe das letras ocasionalmente encolhidas — então vamos torcer para que não haja nenhuma canção no álbum chamada 'You're My Only Shorty, Part II'". Robert Copsey, do portal britânico Digital Spy, deu quatro estrelas de cinco para a faixa, e analisou que "é um caso raro de livro didático pop que deixa uma duradoura impressão". Jody Rosen para a revista Rolling Stone a escolheu como "tema mais cativante" de Demi. Guilherme Tintel do R7 disse que "o refrão não é dos mais funcionais do álbum, mas ter lançado-a como carro-chefe foi uma escolha sábia, afinal, assim como 'Your Body' no Lotus da Xtina ou 'Die Young' no Warrior da Ke$ha, a música nos mostrou que poderíamos esperar por coisas boas no novo CD, mas nada que fosse incrivelmente-nunca-produzido antes. Lembra N coisas, atira pra N direções e é satisfatória".
No PluggedIn, Adam R. Holtz comentou que "a canção pulsa com a cadência contagiante das cordas vocais pop de Lovato aplicadas sobre uma fundação sonora EDM imediata". Jessica Sager, em texto para o PopCrush, considerou que "mesmo com tudo que há em termos de instrumentação e produção, os vocais de Demi ainda estão em destaque, mostrando um impressionante alcance vocal e potência". Ela ainda comentou a letra: "Liricamente, 'Heart Attack mostra a vulnerabilidade de Lovato, mas musicalmente e vocalmente, mostra o quão forte ela é".

### Prêmios e indicações
"Heart Attack" foi indicada à categoria Choice Single: Female Artist no Teen Choice Awards de 2013, e acabou por vencer. Também foi indicada em World's Best Song no World Music Awards de 2014.

## Vídeo musical
"A canção é sobre um tipo de dualidade que Demi enfrenta. Ela está cantando sobre realmente querer se apaixonar. Mas também realmente querer ter certeza de se segurar um pouco, para não se magoar. [...] Nós tentamos representar metaforicamente esses dois lados. [...] Primeiro você a vê em uma performance mais branca e angelical, com elementos escuros que começam a surgir, prontos para dominá-la. Depois ela aparece no lado oposto, em um cenário escuro onde também há algumas coisas brancas ou boas, eu não quero dizer bom ou mau, são simplesmente esses lados opostos".

—Chris Applebaum, diretor.
Em entrevista à MTV no mês de fevereiro, Lovato comentou que o vídeo de "Heart Attack" teria um visual diferente dos seus anteriores, com algo mais "roqueiro, chique e sofisticado", e que seria baseado em "estilo e performance", lhe dando a oportunidade de "se soltar". Na mesma ocasião, falou ainda que achava "incrível incorporar estilo em um vídeo musical". Dirigida por Chris Applebaum, a produção foi realizada em 13 de março de 2013 em Los Angeles, Califórnia. O diretor comentou que a artista decidiu cantar a faixa durante as gravações: "Em vinte anos dirigindo vídeos musicais, eu vi todos os artistas dublando as canções com exceção de duas pessoas. Uma foi Céline Dion (...) e a outra foi Demi Lovato. Demi é de verdade. As pessoas sentem isso quando estão perto dela".
Um lyric video para "Heart Attack" foi disponibilizado na plataforma Vevo em 1º de março de 2013; para o lançamento, os fãs da artista deveriam utilizar suas contas no Twitter e enviar mensagens de até 180 caracteres, tweets, com trechos da letra da canção e a hashtag #UnlockHeartAttack. Tais mensagens acabaram por ser usadas no vídeo ao indicar os versos. A campanha foi desenvolvida pela Eyes & Ears Entertainment. Trevor Kelly, diretor executivo de marketing global do Disney Music Group, comentou: "Sabíamos que queríamos envolver os fãs da Demi no lyric video, tanto em como foi descoberto e como ficou criativo... Foi desafiador fazer isto por causa do grande número de tendências que ela criou no último ano, mas acabamos ficando com um produto único e constrangedor de assistir".
O vídeo abre com Demi olhando para baixo. Ela então desvia seu olhar lentamente para a câmera, e esta cena é intercalada com outra na qual ela levanta de uma espécie de banheira na qual está coberta de tinta preta. Depois, Lovato é exibida cantando as letras da obra em um fundo branco e com uma maquiagem clara, mas com as mãos cobertas em negro. Volta a ser exibida a cena inicial, e em seguida retorna a sequência do fundo branco; ela gesticula e continua a cantar a faixa. Segue-se o vídeo de volta a quando ela está olhando para a câmera, e ela começa a proferir as letras com um microfone nas mãos. Nesta, ela está com uma maquiagem escura e as mãos limpas. Ela então é vista junto à sua banda em um local iluminado, e a cena do fundo branco é exibida novamente, no entanto ela começa a sujar suas roupas com a tinta em suas mãos. Uma pequena sequência na qual uma tinta preta escorre é exibida e retorna ao conjunto. A trama continua com as cenas intercaladas, sempre com um conceito simples. Outra cena então é incluída: Demi com uma roupa preta, está em um fundo repleto de luzes neon. O resto da produção segue este mesmo modo, na qual as três locações na qual a artista se encontra são repetidas enquanto a artista canta os versos. No final, ela olha para a câmera e a história se encerra.

## Desempenho comercial
| Parada (2013)                                | Melhor posição |
| -------------------------------------------- | -------------- |
| Austrália (ARIA)                             | 41             |
| Brasil (Brasil Hot 100 Airplay)              | 45             |
| Brasil (Brasil Hot Pop Songs)                | 17             |
| Canadá (Canadian Hot 100)                    | 7              |
| Coreia do Sul (Gaon Chart)                   | 13             |
| Dinamarca (Hitlisten)                        | 25             |
| Escócia (Scottish Singles Chart)             | 3              |
| Eslováquia (Rádio Top 100)                   | 40             |
| Espanha (PROMUSICAE)                         | 34             |
| Estados Unidos (Billboard Hot 100)           | 10             |
| Estados Unidos (Billboard Mainstream Top 40) | 2              |
| Estados Unidos (Billboard Dance Club Songs)  | 1              |
| Estados Unidos (Billboard Adult Top 40)      | 6              |
| França (SNEP)                                | 69             |
| Irlanda (IRMA)                               | 3              |
| Líbano (The Official Lebanese Top 20)        | 4              |
| Noruega (VG-lista)                           | 15             |
| Nova Zelândia (Recorded Music NZ)            | 9              |
| Países Baixos (Dutch Top 40)                 | 31             |
| Países Baixos (Single Top 100)               | 36             |
| Reino Unido (UK Singles Chart)               | 5              |
| República Checa (Rádio Top 100)              | 44             |
| Suécia (Sverigetopplistan)                   | 55             |
| Suíça (Schweizer Hitparade)                  | 73             |

| País            | Associação   | Certificação                           | Vendas     |
| --------------- | ------------ | -------------------------------------- | ---------- |
| Austrália       | ARIA         | Ficheiro:21xOuro.svg 21xOuro           | 35.000+    |
| Canadá          | Music Canada | Ficheiro:3xPlatina.svg 19x2× 3xPlatina | 160.000+   |
| Dinamarca       | IFPI         | Ficheiro:21xPlatina.svg 21xPlatina     | 200.000    |
| Estados Unidos  | RIAA         | 2× Platina                             | 2.000.000+ |
| México          | AMPROFON     | Ouro                                   | 30.000+    |
| Nova Zelândia   | RIANZ        | Ouro                                   | 300.000+   |
| Reino Unido     | BPI          | Ouro                                   | 400.000+   |
| Suécia          | GLF          | Platina                                | 40.000+    |
| Predefinição:VE | RR           | Platina                                | 30.000+    |

## Histórico de lançamento
| País           | Data                    | Formato          | Gravadora         |
| -------------- | ----------------------- | ---------------- | ----------------- |
| Argentina      | 25 de fevereiro de 2013 | Download digital | Hollywood Records |
| Austrália      | 25 de fevereiro de 2013 | Download digital | Hollywood Records |
| Brasil         | 25 de fevereiro de 2013 | Download digital | Hollywood Records |
| Canadá         | 25 de fevereiro de 2013 | Download digital | Hollywood Records |
| Estados Unidos | 25 de fevereiro de 2013 | Download digital | Hollywood Records |
| Nova Zelândia  | 25 de fevereiro de 2013 | Download digital | Hollywood Records |
| Paraguai       | 25 de fevereiro de 2013 | Download digital | Hollywood Records |
| Itália         | 4 de março de 2013      | Download digital | Hollywood Records |
| Áustria        | 5 de março de 2013      | Download digital | Hollywood Records |
| Espanha        | 5 de março de 2013      | Download digital | Hollywood Records |
| Finlândia      | 5 de março de 2013      | Download digital | Hollywood Records |
| Países Baixos  | 5 de março de 2013      | Download digital | Hollywood Records |
| Portugal       | 5 de março de 2013      | Download digital | Hollywood Records |
| França         | 25 de março de 2013     | Download digital | Hollywood Records |
| Bélgica        | 1 de abril de 2013      | Download digital | Hollywood Records |
| Noruega        | 1 de abril de 2013      | Download digital | Hollywood Records |
| Reino Unido    | 12 de maio de 2013      | Download digital | Hollywood Records |